# Maillet (outil)
Pour les articles homonymes, voir Maillet.

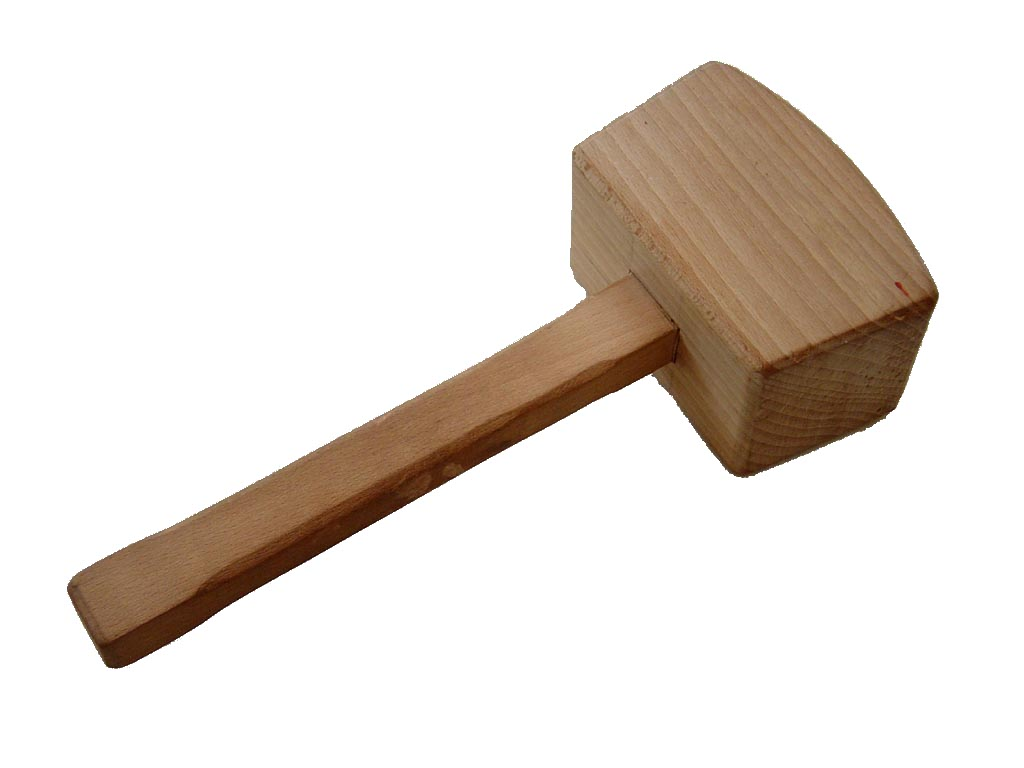
Maillet de menuisier.

Le maillet, est à l'origine une sorte de marteau idéal en bois, à deux têtes, dont se servait un grand nombre d'ouvriers du métal, du bois ou de la pierre, probablement depuis l'époque gauloise. L'outil léger et maniable, composé d'un manche avec sa poignée parfois façonnée et d'une double tête de frappe symétrique, se distingue de la masse et du marteau, les deux à tête métallique lourde, justement par le matériau en général plus souple et moins dur dont est constituée sa tête, traditionnellement en bois, mais aussi en caoutchouc, plastique, voire en fonte, en ivoire etc.
Ces particularités permettent une transmission de la force par contact à l'outil simple, souvent plus lourd ou plus inerte, plus dur ou tranchant qu'il percute et pousse, par exemple un ciseau, ciselet ou burin, qui peut heurter la surface et pénétrer dans le matériau travaillé (pierre, bois, etc.) sans onde de choc perturbatrice. Les maçons, les sculpteurs, les marbriers... s'en servent pour dégrossir et même parfois terminer leurs ouvrages.

## Origine du mot et historique de l'outil
Le verbe mailler est un vieux mot français, signifiant « frapper avec un marteau ». Villon nous rappelle cette simple correspondance avec le verbe frapper dans le vers « Tant le maille on qu'il se débrise ». L'association du maillet et du ciseau est ancienne. D'un point de vue technique, mailler peut aussi signifier battre avec un maillet sur une pierre, ainsi mailler du cuir, mailler la batiste pour en abattre le grain etc.
Le mot est polysémique. Outre l'art militaire, on le retrouve dans l'art de la plomberie et l'ancienne papeterie. Le maillet est une grosse masse de bois munie à ses extrémités de deux pièces de fer ou renforts, appelés clous, dont le papetier ancien se sert pour déchirer et diviser les chiffons destinés à être mis en pâte, pour fabriquer en cuve le papier. Le plombier se servait d'un gros demi-cylindre en bois pour frapper le plomb avec sa surface plane et les outils par l'un ou l'autre des bouts. Le maillet est une ancienne arme contondante ressemblant à un marteau. Sur le blason, le maillet désigne un marteau plus petit que la mailloche. Les historiens de l'antiquité romaine nommaient maillet une sorte de hache-marteau, qui servait à abattre les victimes des sacrifices. La tête était double : tranchante d'un côté et à surface de frappe de l'autre.
Bernardin de Saint-Pierre a popularisé l'expression « les ciseaux et les maillets de la nature » pour indiquer la génèse naturelle des paysages, observés d'un œil de marin. Il écrit : « Les hivers, les volcans, les torrents, les mers et les tremblements de terre sont les ciseaux et les maillets de la nature ».

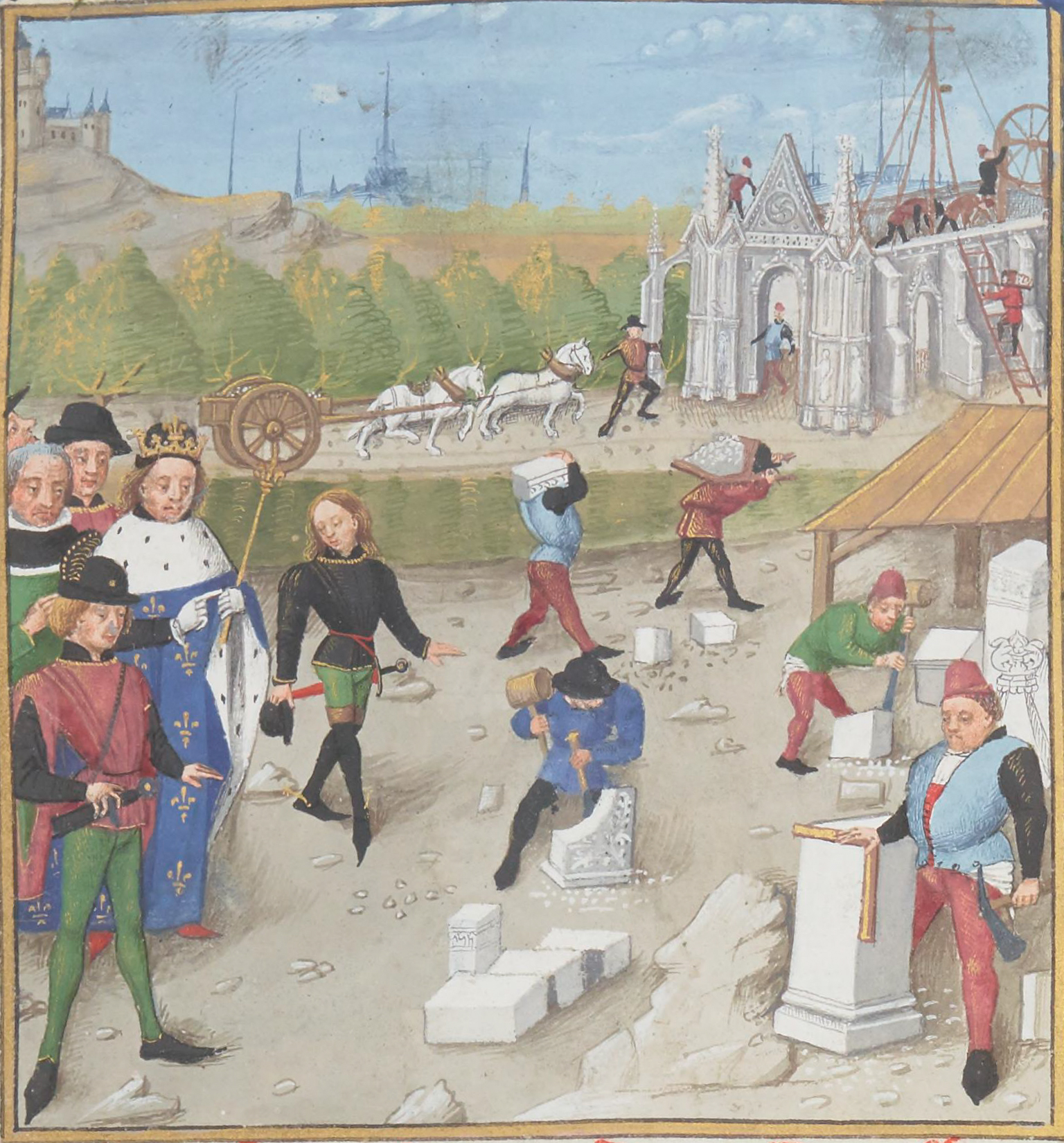
Un sculpteur, muni d'un maillet et d'un ciseau, orne un bloc de pierre d'un motif végétal (Dagobert visitant le chantier de la construction de Saint-Denis, enluminure de Robinet Testard dans les Grandes Chroniques de France, 1471).

Attesté depuis l'Antiquité, le maillet est classé parmi les outils dits à percussion lancée : c'est un outil perfectionné de travailleur du bois et de la pierre qui n'a pas été uniquement utilisé aux époques supposée, dite de « rareté du fer ». On n'en trouverait aucune trace ni en Grèce, ni dans la partie méditerranéenne orientale de l'Empire romain, sauf dans les représentations du Dieu au maillet.
La plus ancienne représentation médiévale date du XIIe siècle. À partir du XIIIe siècle, on en a des représentations de plus en plus fréquentes ; leur importance diminue ensuite à la Renaissance.

## Description de l'outil
Le maillet représente par excellence le marteau léger, maniable, à surface de frappe souple, agissant souvent sans frottement notable, outil idéal qui assure la transmission de la force de l'artisan, par contact répété. L'addition des forces vectorielles est réelle, commutative et cumulative, à l'échelle macroscopique, alors que l'application soudaine d'un trop grande force a parfois des conséquences systémiques catastrophiques : rupture, brisure, frottement, perte d'énergie par déformation, écart inertiel ou glissement dangereux etc.. comme le savent les charpentiers et les forgerons. Galilée, observant les artisans spécialisés de chantiers navals, répartis sur l'arsenal du port de Venise, a beaucoup appris sur les notions mécaniques les plus triviales, souvent déjà découvertes de manière intuitive, par les artisans du bois et du métal. Le génial physicien florentin, en quittant l'univers aristotélicien qui l'avait formé aux méthodes de l'expérience, les a souvent transcrite en langue mathématique, mais en les reliant logiquement par des principes à un ordre nécessairement supérieur et cosmique.
J.M.R. Morisot a défini en 1814 le maillet suivant les métiers où il est utilisé :
- en charpenterie, « Le maillet est une espèce de marteau ou de masse faite d'un billot de bois, avec un manche court, dont se servent les charpentiers pour faire les tenons et divers coupemen(t)s »[4] ;
- en plomberie, « Le maillet est une masse de bois, dont un des côtés est plat, et dont l'autre fait un demi-cercle ; il sert à battre le plomb par le côté qui est plat »[5] ;
- en menuiserie, « Le maillet est une espèce de marteau ou de masse faite d'un billot de bois, avec un manche court, dont se servent les menuisiers »[6] ;
- en marbrerie, « Le maillet est une masse cylindrique de bois de buis avec un manche ; elle sert à frapper sur la tête des ciseaux et des gradines »[7] ;
- en sculpture, « Le maillet est un gros billot de bois dur emmanché, servant à frapper sur la tête de ciseaux »[8] ;
- en teinture de papiers, « Le maillet est un morceau de bois garni de plomb, servant à frapper sur la planche pour l'appuyer et faire déposer également la couleur sur le papier »[9].

Le maillet du sculpteur est doté d'une tête en forme de tronc de cône renversé. Cette tête circulaire permet de garder la même puissance de frappe quel que soit le point d'impact.
Le maillet tonneau est utilisé en carrosserie pour le planage.
L'Encyclopédie ou Dictionnaire raisonné des sciences, des arts et des métiers définit le maillet suivant les disciplines ou les métiers qui l'utilisent : arts mécaniques, fontainier, architecture, artificier, bijoutier, charpentier, bourrelier, cartier, ceinturier, charron, ardoisier, ferblantier, fourbisseur, plombier, tabletier-cornetier, tonnelier, verrerie, blason. En chirurgie, est utilisé un maillet de plomb et, en marine, un maillet de calfat. En outre, le maillet est un terme spécifique des moulins à papier.

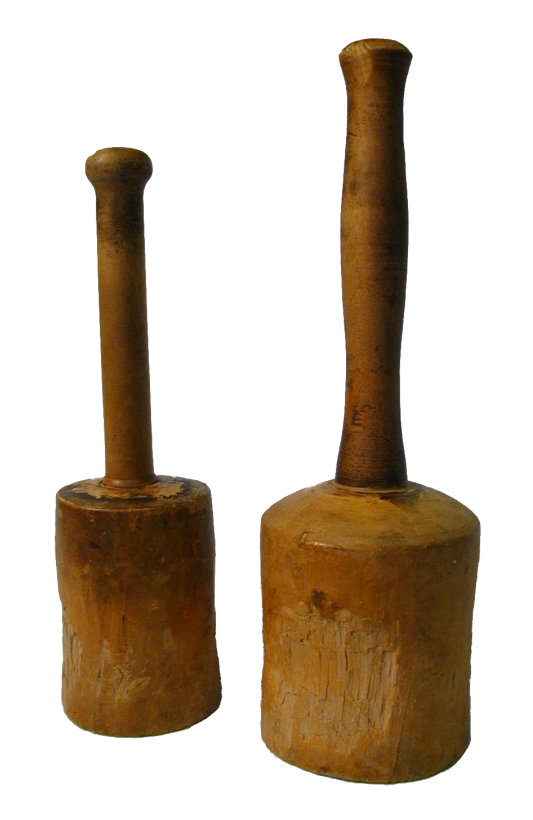
Maillets circulaires de menuisier.
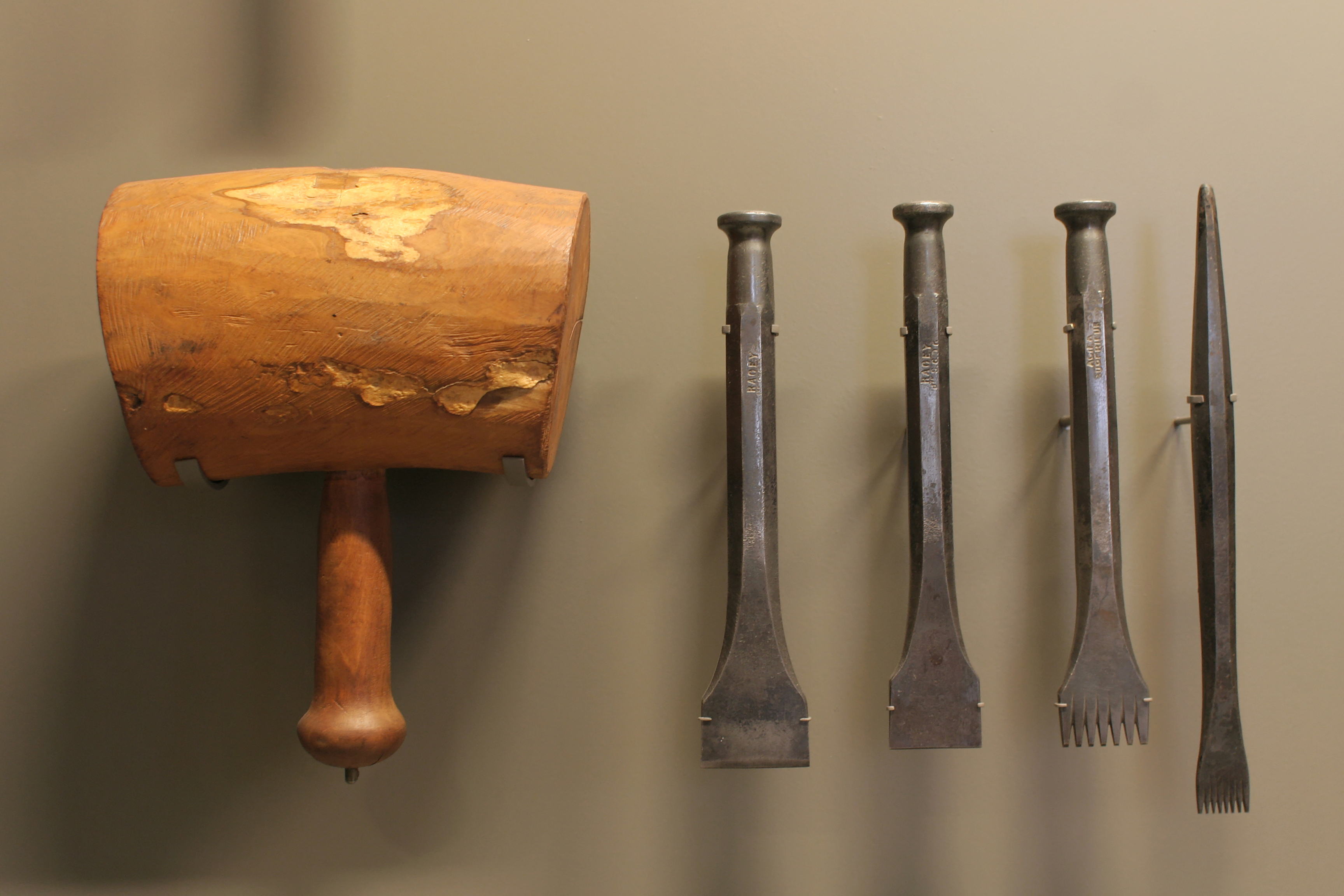
Outils de tailleur de pierre : de gauche à droite, maillet, ciseau plat, ciseau plat, ciseau gradine, gradine plate. Musée des arts et métiers, Paris, 1884.

## Symbolisme
Le maillet peut être considéré comme un marteau spécifique, souvent tout en bois à l'origine. Le maillet a été aussi un instrument de supplice et de mise à mort, sainte Barbe ou Barbara et saint Gervais l'ont ainsi récupéré comme attribut glorieux au moment de leur trépas. Dans la vieille tradition catholique romaine, le doyen du Sacré Collège, d'un coup de marteau en métal précieux ou encore en ivoire, frappe de manière rituelle le front du Pape qui vient d'expirer, avant de proclamer sa mort. Une fraction de l'entourage familier du pape errant Jean VIII, impuissant ou incapable de préserver un efficace pouvoir devant les continuels saccages sarrazins, aurait fomenté son élimination physique, d'abord par un empoisonnement jugé trop long ou incertain, puis par une interprétation abusive et impatiente de ce rituel, en lui brisant la tête à coups de marteau. En Bretagne, au XIXe siècle encore, on posait le maillet béni (en breton : mell benniget) sur le front des agonisants pour leur faciliter le passage, l'envol de l'âme.[réf. nécessaire]
Les vénérables et les surveillants des loges maçonniques se servent d'un marteau de bois à deux têtes, pour donner des signaux et imposer silence. Lors des banquets maçonniques, de petits marteaux de bois ou d'ivoire sont utilisés par le chef de cérémonie pour ouvrir et fermer les séances. Le maillet est l'emblème de la force soumise à l'intelligence. Il peut alors représenter une activité créatrice, formatrice ou démiurgique, ainsi que l'atteste l'expression de Bernardin de Saint-Pierre : « les ciseaux et les maillets de la nature ».
En mythologie celtique ou gauloise, Sucellos (latinisé en Sucellus) désigne le dieu frappeur au maillet, le dieu qui frappe fort, analogue continental du Dagda irlandais ; il s'agit d'un doublon du dieu primordial de la foudre et du tonnerre, Târanis. Dans les représentations de Gaule Belqique, Sucellus, littéralement celui « qui a un bon marteau », est un homme au corps trapu et lourd, chevelu et barbu, vêtu d'une longue blouse serrée à la taille, qui porte un vase à boire et un maillet ou un marteau du type merlin.
Dans la mythologie japonaise, le maillet est l'instrument magique, avec lequel le dieu du bonheur et de la richesse, Daikoku, fait surgir de l'or.

### Tradition maçonnique
Selon les auteurs Jean Chevalier et Alain Gheerbrant, la symbolique maçonnique du maillet est le symbole de l'intelligence qui agit et persévère ; elle dirige la pensée et anime la méditation de celui qui, dans le silence de sa conscience, cherche la vérité.
Au cours des tenues maçonniques, trois maîtres possèdent et utilisent un maillet : le vénérable maître qui préside les travaux, le premier et le second surveillant qui l'assistent.

#### Sur l'outil
- J.M.R. Morisot, Vocabulaire des arts et métiers en ce qui concerne les constructions, vol. 1, Paris, 1814, 480 p. (présentation en ligne, lire en ligne).
- Jean-Claude Bessac, L'outillage traditionnelle du tailleur de pierre : de l'Antiquité à nos jours, Éd. du CNRS, coll. « Supplément à la Revue archéologique de Narbonnaise » (no 14), 1987, 319 p. (ISBN 978-2-271-05125-7, présentation en ligne).Compte rendu de lecture de Yvon Thébert.

#### Sur la symbolique
- O. L., « Les outils du maçon d'après « L'outillage traditionnel du tailleur de pierre » de J.-C. Bessac », Renaissance traditionnelle, no 78,‎ avril 1989, p. 129-141 (présentation en ligne).
- Jean Chevalier et Alain Gheerbrant, Dictionnaire des symboles, Paris, Éd. Robert Laffont, coll. « Bouquins », septembre 1994 (1re éd. 1969 et 1982 pour l'édition revue et augmentée), 1060 p. (ISBN 2-221-50319-8), p. 598-599.
- Pierre Larousse (dir.), Grand dictionnaire universel du XIXe siècle : français, historique, géographique, mythologique, bibliographique..., en 17 volumes, Administration du grand Dictionnaire universel, Paris, 1866-1890, en particulier Tome 1 "Attribut", Tome 2, "Banquet maçonnique", tome L-Mem "maillet" etc.
- Irène Mainguy, La symbolique maçonnique du troisième millénaire : rite écossais ancien et accepté et rite français, de 3 à 7 ans, Paris, Éd. Dervy, janvier 2006, 3e éd. (1re éd. 2001), 640 p. (ISBN 978-2-84454-116-1), p. 350-351 et 357-358.

 : document utilisé comme source pour la rédaction de cet article.